# 鮑總科
鮑總科（學名：Haliotoidea），亦作鮑螺總科，是腹足綱原始腹足類支序之下的一個總科，其下的生存種就只有鮑科和一個化石科Temnotropidae，皆為海洋生物。鮑總科的物種可以算是海螺的一個特化體，因為其外殼已經很難看得出螺的形狀。現時本分類物種的地位依然按照2005年《布歇特和洛克羅伊的腹足類分類》的分類，未有變動。

## 外部連結
- 維基物種上的相關：鮑總科